# Chac mool

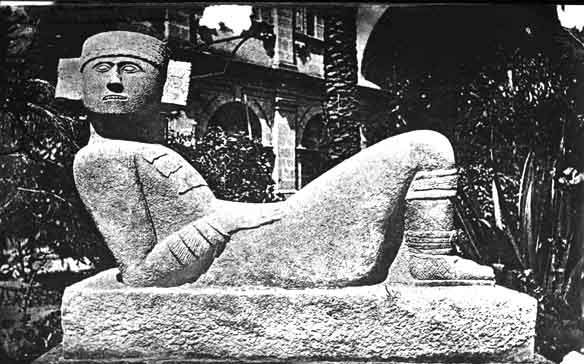
Een chacmool in Chichén Itzá

Een chac mool is een type stenen beeld dat werd gebruikt in precolumbiaans Meso-Amerika. Chac mools hebben de vorm van een liggend persoon, met het hoofd omhoog en een schaal op de buik. De positie van het beeld, en de betekenis van het beeld zelf zijn onbekend, hoewel vermoed werd dat zij een rol speelden bij het houden van mensenoffers, waarschijnlijk werden mensenharten op chac mools gepresenteerd aan de goden.
Chac mool vinden vermoedelijk hun oorsprong bij de Tolteken, en werden op grote schaal gebruikt door de door de Tolteken beïnvloede Maya's in het noorden van Yucatán alsook door de Azteken.
De naam chac mool komt uit het Maya, en betekent "donderende voet". Deze naam werd voor het eerst gebruikt door de excentrieke 19e-eeuwse archeoloog Augustus Le Plongeon. Het is onbekend hoe chac mools door de volkeren die ze gebruikten zelf werden genoemd. Le Plongeon beweerde dat het beeld een afbeelding van een voormalig heerser van Chichén Itzá is. Chac mools kunnen gevonden worden in Centraal-Mexico en Yucatán. Een Chac mool is ook de inspiratiebron geweest voor Inca Gijs in de Efteling.
Chac mool is door de naam makkelijk te verwarren met Chaac, een van de vooraanstaande goden uit de Mayamythologie die geassocieerd werd met de verschijnselen regen en onweer.